# 허더즈필드 타운 AFC
허더즈필드 타운 AFC는 1908년에 설립된 잉글랜드의 축구팀으로 웨스트요크셔주의 허더즈필드에 연고를 두고 있다.
1926년에 허더즈필드는 최초로 3회 연속 리그 우승을 차지한 팀이 되었다. 이 기록은 허더즈필드를 제외하고 단 세팀만이 가지고 있는 기록이다. 2005년 2월 2일에 팀명을 허더즈필드 타운 AFC (Huddersfield Town Association Football Club)에서 허더즈필드 타운 FC (Huddersfield Town Football Club)으로 변경하였으나 2016년에 다시 허더즈필드 타운 AFC로 되돌아갔다.
클럽은 전통적으로 파란색과 흰색이 세로로 교차하는 셔츠와 하얀색 바지를 유니폼으로 사용해왔다. 이들의 주요 라이벌팀은 리즈 유나이티드와 브래드퍼드 시티이다.
2017년 5월 챔피언십 플레이오프 결승전에서 레딩한테 승부차기에서 승리하면서 프리미어리그로 승격하였다.

## 선수 명단

### 현역
참고: FIFA 자격 규정에 따라 소속된 국가대표팀 국기를 표시합니다. 선수는 복수의 FIFA 비회원국 국적을 가지고 있을 수 있습니다.
| 번호 | 포지션 | 국적           | 이름                                    |
| ---- | ------ | -------------- | --------------------------------------- |
| 1    | GK     |                | 요나스 뢰슬 (1. FSV 마인츠 05에서 임대) |
| 2    | DF     | 잉글랜드       | 토미 스미스                             |
| 3    | DF     | 잉글랜드       | 스콧 말론                               |
| 4    | MF     | 잉글랜드       | 딘 화이트헤드                           |
| 5    | DF     |                | 테렌서 콩올로 (AS 모나코 FC에서 임대)   |
| 6    | MF     | 잉글랜드       | 조나단 호그 (주장)                      |
| 8    | MF     |                | 필립 빌링                               |
| 9    | FW     |                | 엘리아스 카충가                         |
| 10   | MF     | 오스트레일리아 | 에런 무이                               |
| 11   | MF     | 모로코         | 압델하미드 사비리                       |
| 13   | GK     | 잉글랜드       | 조엘 콜먼                               |
| 14   | DF     | 잉글랜드       | 마틴 크레이니                           |
| 15   | DF     |                | 크리스 뢰베                             |
| 17   | MF     |                | 라이브 반 라 파라                       |
| 18   | MF     | 잉글랜드       | 조 롤리                                 |

| 번호 | 포지션 | 국적       | 이름                                            |
| ---- | ------ | ---------- | ----------------------------------------------- |
| 19   | MF     |            | 대니 윌리엄스                                   |
| 20   | FW     |            | 로랑 데포이트레                                 |
| 21   | MF     | 잉글랜드   | 톰 인스                                         |
| 22   | MF     | 잉글랜드   | 앨릭스 프리처드                                 |
| 23   | MF     |            | 콜린 콰너                                       |
| 24   | FW     | 베냉       | 스티브 무니에                                   |
| 25   | DF     |            | 마티아스 잔카                                   |
| 26   | DF     |            | 크리스토퍼 쉰들러                               |
| 27   | DF     | 슬로베니아 | 존 고랜크 스탄코비치                            |
| 28   | GK     | 잉글랜드   | 로버트 그린                                     |
| 31   | GK     | 잉글랜드   | 라이언 스코필드                                 |
| 33   | DF     |            | 플로렌트 하이데르크요나이 (잉골슈타트에서 임대) |
| 37   | DF     |            | 에리크 두름                                     |
| 39   | MF     | 잉글랜드   | 루이스 오브라이언                               |
| 44   | DF     |            | 미하엘 헤펠레                                   |

- 프레이저 캠벨(2019 ~ )
- 나카야마 유타(2022 ~ )

## 역대 감독
| 감독                  | 임기        |
| --------------------- | ----------- |
| 닐 워녹               | 1993 ~ 1995 |
| 사이먼 그레이슨       | 2012 ~ 2013 |
| 다비트 바그너         | 2015 ~ 2019 |
| 닐 워녹               | 2023        |
| 안드레 브라이텐라이터 | 2024        |

## 역대 성적
- 풋볼 리그 1부 디비전

우승 : 1923-24, 1924-25, 1925-26
준우승 : 1926-27, 1927-28
- 풋볼 리그 2부 디비전 (2부리그)

우승 : 1969-70
준우승 : 1919-20
- 풋볼 리그 1 (3부리그)

플레이오프우승 : 1994-95
- 풋볼 리그 2 (4부리그)

우승 : 1979-80
플레이오프우승 : 2003-04
- FA컵

우승 : 1922
준우승 : 1920, 1928, 1930, 1938
- FA 커뮤니티 실드

우승 : 1922
- 풋볼 리그 트로피

우승 : 1994